# Марль-ле-Мин
Марль-ле-Мин (фр. Marles-les-Mines) — коммуна во Франции, регион О-де-Франс, департамент Па-де-Кале, округ Бетюн, кантон Ошель. Расположена в 10 км к юго-западу от Бетюна и в 32 км к северо-западу от Арраса, в 5 км от автомагистрали А26 "Англия" Труа-Кале, на обоих берегах реки Кларенс, притока Лиса.
Население (2018) — 5 561 человек.

## Достопримечательности
- Церковь Святого Ведаста XVI века.

## Экономика
Бывший шахтёрский город, теперь частично переориентирован на лёгкую промышленность.
Структура занятости населения:
- сельское хозяйство — 0,0 %
- промышленность — 28,8 %
- строительство — 7,4 %
- торговля, транспорт и сфера услуг — 26,3 %
- государственные и муниципальные службы — 37,5 %

Уровень безработицы (2017) — 27,7 % (Франция в целом — 13,4 %, департамент Па-де-Кале — 17,2 %). 

Среднегодовой доход на 1 человека, евро (2018) — 15 780 (Франция в целом — 21 730, департамент Па-де-Кале — 19 200).

## Демография
Динамика численности населения, чел.

## Администрация
Администрацию Марль-ле-Мина с 2020 года возглавляет Эрик Эдуар (Éric Edouard). На муниципальных выборах 2020 года возглавляемый им левый список победил во 2-м туре, получив 47,37 % голосов (из трёх списков).
| Период | Период | Фамилия        | Партия                  | Примечания               |
| ------ | ------ | -------------- | ----------------------- | ------------------------ |
| 1971   | 1992   | Жан Вроблевски | Коммунистическая партия |                          |
| 1992   | 2020   | Марсель Кофр   | Коммунистическая партия | территориальный чиновник |
| 2020   |        | Эрик Эдуар     |                         |                          |